# Presidente de Bielorrusia
El presidente de la República de Bielorrusia (en bielorruso: Прэзідэнт Рэспублікі Беларусь, en ruso: Президент Республики Беларусь) es el jefe de Estado de Bielorrusia. El cargo fue creado en 1994 tras la aprobación de la Constitución de Bielorrusia por el Sóviet Supremo. Este sustituyó al cargo de presidente del Sóviet Supremo como cabeza de la nación. Las tareas de ejecución del presidente incluyen la política interior y exterior, la defensa de los derechos y el bienestar general de los habitantes, y la defensa de la constitución. Según la constitución el presidente debe servir como un líder en los asuntos sociales del país y actuar como representante principal de Bielorrusia en el extranjero. Las funciones, responsabilidades y las demás cláusulas transitorias a la presidencia figuran en el Capítulo III, artículos 70 a 89, de la constitución.
El mandato del presidente es de cinco años, pero debido a un referéndum en 1996, la elección que debería haber ocurrido en 1999 fue suspendida y celebrada en 2001, ampliándose así la duración de este cargo en aquella ocasión. En la constitución de 1994, el presidente únicamente podía ocupar tal cargo en dos oportunidades, pero debido a una reforma constitucional, el presidente puede ser reelegido indefinidamente. Desde la creación del cargo han sido celebradas seis elecciones: en 1994, 2001, 2006, 2010, 2015 y 2020. Aleksandr Lukashenko ha sido la única persona que ha ocupado el cargo de presidente desde las elecciones de 1994. El presidente tiene su oficina en el Palacio de la República, en Minsk, y su residencia oficial en Zaslavl, localidad de la provincia de Minsk.

## Antecedentes históricos
Bielorrusia declaró su independencia por primera vez a principios de 1918 como la República Popular Bielorrusa, un estado no reconocido de efímera duración. El jefe de Estado era el presidente de un órgano supremo de gobierno provisional, el Consejo de la República Popular Bielorrusa. En 1919, el establecimiento de la República Socialista Soviética de Bielorrusia y la guerra polaco-soviética obligaron al Consejo de la República Popular Bielorrusa partir hacía el exilio, en donde aún existe el Consejo actualmente dirigido bajo la presidencia de Ivonka Survila. Bajo la República Socialista Soviética de Bielorrusia, el líder de facto de la república soviética era el primer secretario del Partido Comunista de la RSS de Bielorrusia, el único partido legal en la Bielorrusia soviética.
La República de Bielorrusia se formó en 1991 poco después de declarar su independencia de la Unión Soviética. Desde la independencia hasta la aprobación de la Constitución en 1994, el presidente del Sóviet Supremo cumplía la función de jefe de Estado y el primer ministro como jefe de gobierno. Cuando se creó el cargo de presidente, el papel del primer ministro se redujo a ayudar al presidente y resultó en la disolución del Sóviet Supremo, junto con su presidente, en 1996.
En las primeras elecciones presidenciales de 1994, el primer ministro de Bielorrusia Viacheslav Kébich, fue derrotado en segunda vuelta por Aleksandr Lukashenko, lo que resultó en que Lukashenko se convirtiera en el primer presidente. En las sucesivas elecciones, que han sido impugnadas por observadores internacionales, potencias occidentales y partidos de oposición por supuestamente no cumplir con los estándares democráticos y justos, el titular Lukashenko ha derrotado a los demás candidatos en primera votación. Lukashenko ha derrotado a los demás candidatos en primera votación siendo el único que ha obtenido el cargo hasta la fecha.

## Estatus constitucional
El artículo 79 de la Constitución de Bielorrusia otorga la condición de jefe de Estado al presidente de la República de Bielorrusia. También se le considera el guardián de la Constitución y de los derechos y libertades de quienes reclaman la ciudadanía bielorrusa o su residencia. El presidente es la personificación de la unificación del Estado bielorruso cuando conduce asuntos exteriores o internos y es su principal representante ante otras naciones u organizaciones internacionales. El presidente también se encarga de la seguridad, prosperidad y estabilidad del país, y actúa como intermediario entre los órganos del gobierno nacional. De acuerdo con el artículo 86 de la Constitución, durante su mandato, el presidente tiene prohibido ser miembro formal de un partido político.

## Proceso de selección

### Elegibilidad
Para poder postularse al cargo, el candidato debe ser un ciudadano bielorruso de nacimiento y tener más de treinta y cinco años. El candidato también debe residir dentro de la república por diez años y debe poder votar legalmente. Las disposiciones se establecen en el artículo 80 de la Constitución.

### Nominación y elección
Las elecciones presidenciales se dan cada cinco años mediante votación nacional. Para ser registrado como candidato a la presidencia, el candidato potencial primero debe tener un grupo de iniciativa ciudadana que contenga no menos de 100 personas. El grupo de iniciativa debe estar registrado en la Comisión Electoral Central a más tardar 85 días antes de la elección. Si se registra con éxito, el candidato nominado tiene la tarea de recopilar al menos 100 000 firmas válidas de los votantes elegibles. Si la Comisión Electoral Central encuentra que se ha alcanzado este umbral, el candidato estará oficialmente certificado para postularse a la presidencia.
Durante la votación, los votos secretos se recopilan directamente de los votantes hábiles. La elección es válida solo si más del 50 % de los votantes registrados emiten su voto. Durante la primera ronda de votación, si un candidato obtiene de los votos un cincuenta por ciento más uno, se le declara presidente electo. Si nadie ha alcanzado ese número durante la primera ronda, se organizará una segunda vuelta entre los dos candidatos que obtuvieron la mayor cantidad de votos. El candidato que obtenga más votos en la segunda vuelta es declarado presidente electo.
En caso de que el cargo quede vacante se organizarán elecciones para sustituir al presidente, estas deben realizarse entre treinta y setenta días después de ocurrido este suceso. Durante ciclos electorales normales, las elecciones deben realizarse dos meses antes del término de mandato del actual presidente. En cualquier situación, el organismo gubernamental que convoca elecciones es la Cámara de Representantes. Las últimas elecciones presidenciales tuvieron lugar en 2020.

## Poderes y funciones
Los artículos 84 y 85 establecen las funciones oficiales en el ámbito político, social y de defensa nacional que incumben al presidente. Aparte de los poderes enumerados, la Número 30 permite al presidente utilizar otros poderes que le otorgan las leyes nacionales o de otras secciones de la Constitución.
Parte de las prerrogativas del presidente es el derecho a convocar referendos nacionales y a convocar elecciones ordinarias y extraordinarias a la Cámara de Representantes, el Consejo de la República y los órganos representativos locales. También puede disolver las cámaras del Parlamento, según lo permita la Constitución. Es su deber nombrar al primer ministro de la República de Bielorrusia con el consentimiento de la Cámara de Representantes y decidir la estructura del Gobierno de la República de Bielorrusia. El presidente firma los proyectos de ley y tiene derecho a devolverlos, total o parcialmente, con objeciones a la Cámara de Representantes. También nombra —y puede destituir— a los vice primeros ministros, ministros y demás miembros del Gobierno, y decide en los casos de dimisión del Gobierno o de cualquiera de sus miembros. Con el consentimiento del Consejo de la República, el presidente nombra al presidente de la Corte Suprema y puede destituir a este presidente y otros jueces. Se supone que el presidente transmite mensajes anuales al Parlamento y tiene derecho a participar en las sesiones del Parlamento y sus órganos. En casos de huelga, el presidente tiene derecho, en los casos especificados en la ley, a aplazar o suspender una huelga por un período que no exceda de tres meses. En los asuntos internacionales, es deber del presidente llevar a cabo las negociaciones y firmar los tratados internacionales, y designar y destituir a los representantes diplomáticos de la República.
El presidente no solo es el jefe de gobierno, es también el líder social de Bielorrusia. El presidente envía mensajes a los ciudadanos varias veces al año y puede emitir decretos para establecer días festivos y feriados nacionales. El presidente es la autoridad principal para la concesión de la ciudadanía bielorrusa y puede otorgar condecoraciones estatales a personas honorables. El presidente también tiene la capacidad de determinar el estatus de los solicitantes de asilo y conceder el indulto a los ciudadanos condenados.
Como Comandante en jefe supremo de las Fuerzas Armadas de Bielorrusia, el presidente tiene el deber de proteger el territorio bielorruso de las amenazas internas y externas. El presidente puede invocar el estado de emergencia en los siguientes casos: desastres naturales, una catástrofe o disturbios que involucren violencia o amenaza de violencia. Independientemente de que la declaración afecte a todo el país o secciones del mismo, el Consejo de la República debe ser notificado por el presidente y debe buscar su aprobación dentro de los tres días siguientes a la notificación. Las mismas reglas se aplican si el presidente declara el estado de ley marcial en caso de una posible acción militar contra Bielorrusia. El presidente debe formar y encabezar el Consejo de Seguridad de la República de Bielorrusia, y puede nombrar o destituir al secretario de Estado del Consejo de Seguridad y al Mando Supremo de las Fuerzas Armadas.

## Juramento del cargo
Antes de que cualquier persona pueda asumir el cargo oficialmente, se debe prestar juramento dentro de los dos meses posteriores a la finalización de los resultados de las elecciones. El texto del juramento es el siguiente:

Al asumir el cargo de Presidente de la República de Bielorrusia, juro solemnemente servir fielmente al pueblo de la República de Bielorrusia, respetar y salvaguardar los derechos y libertades del hombre y el ciudadano, respetar y proteger la Constitución de la República de Bielorrusia, y cumplir estricta y concienzudamente con los supremos deberes que me han sido conferidos.

Durante el acto de toma de posesión deberán estar presentes miembros de ambas cámaras de la Asamblea Nacional, ministros de gobierno, funcionarios y jueces de la Corte Constitucional, de la Corte Suprema y la Económica. Tras la lectura del juramento, los poderes que ostenta el presidente saliente se transfieren al presidente electo. El texto del juramento se encuentra en el artículo 83 de la Constitución.

## Destitución
Los artículos 87 a 89 de la Constitución tratan sobre cómo la presidencia puede cambiar de manos entre ciclos electorales. El presidente tiene la capacidad de renunciar a su cargo en cualquier momento en virtud del artículo 87. La carta de renuncia se envía a la Cámara de Representantes y es aceptada por ellos. El presidente tiene la posibilidad de ser destituido de su cargo si su salud física o mental se ve afectada en virtud del artículo 88. Para que esto suceda, se debe alcanzar una mayoría de dos tercios en la Cámara de Representantes y en el Consejo de la República sobre la resolución para destituir al presidente. Se forma un comité ad hoc y debe tomar una determinación sobre el estado de salud antes de que pueda comenzar cualquier moción. Si el presidente ha cometido un delito grave, como traición, un tercio de la Cámara debe presentar formalmente cargos contra el presidente. La investigación de los cargos estará a cargo del Consejo de la República. Para destituir al presidente de su cargo, se necesita que una mayoría de dos tercios vote a favor de la condena. El caso penal se envía además a la Corte Suprema para su revisión. Las acciones de cualquiera de las opciones deben ocurrir un mes después de que se apruebe la resolución o la acción será considerada nula por la Constitución.

## Privilegios

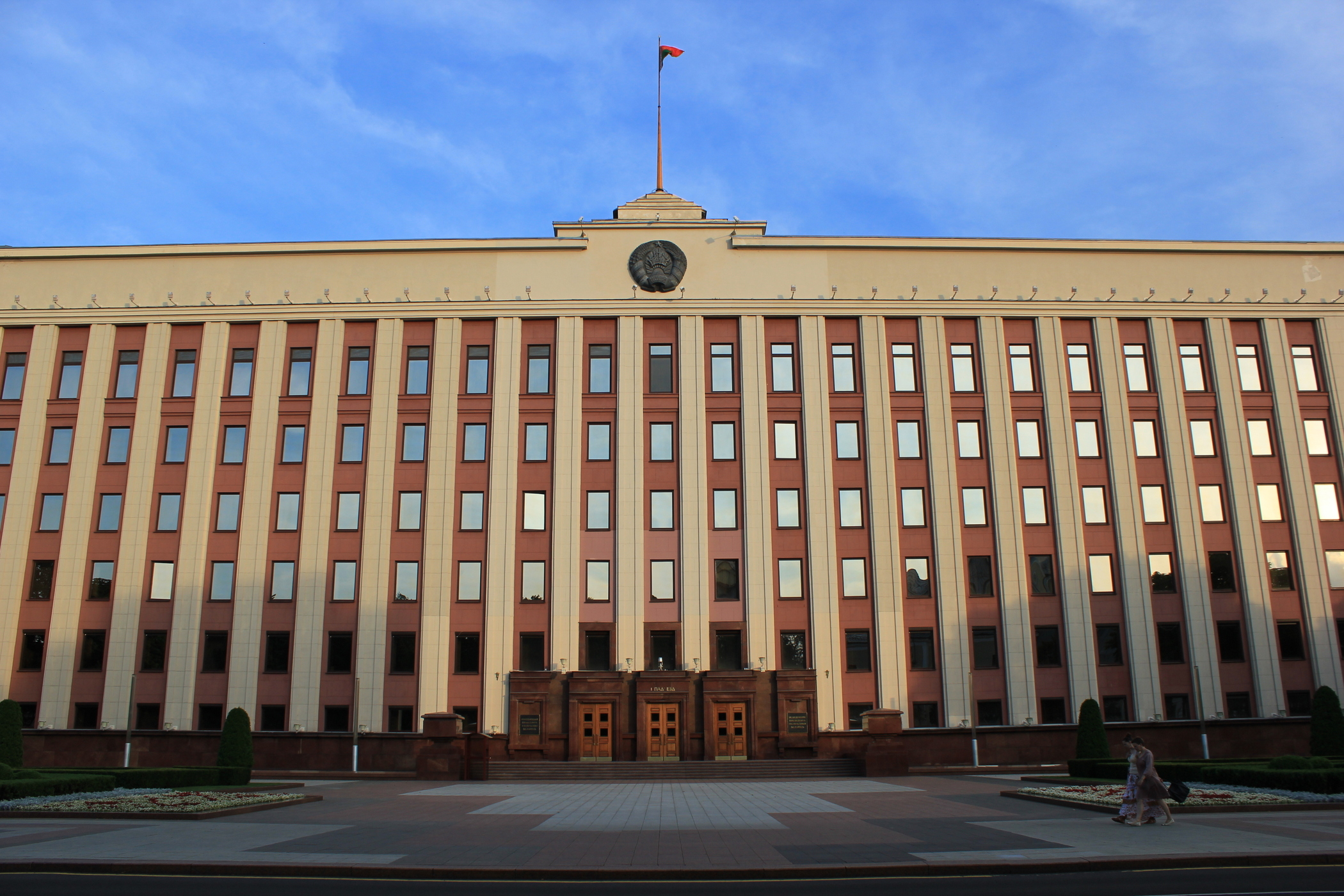
Palacio Presidencial

Palacio de la Independencia

En virtud del artículo 79 de la Constitución, el presidente es inmune a su detención, con excepción de las cláusulas de traición/delitos graves enumeradas en el artículo 88 del mismo documento. También en virtud del artículo 79, el honor y la dignidad del presidente estarán protegidos por la legislación nacional. La información, ya sea impresa en las noticias o publicada en televisión, que se considere difamación contra el presidente es ilegal según el artículo 5 de la Ley de Prensa de Bielorrusia.
El Palacio Presidencial (en ruso: Резиденция президента, en bielorruso: Рэзідэнцыя Прэзідэнта) es un edificio de estilo estalinista ubicado en la Plaza de Octubre en Minsk; rodeado por las calles Marx, Engels, Kírov y Komsomol. Al igual que la Casa Blanca estadounidense, las calles cercanas a la residencia oficial están cerradas al tráfico de vehículos y patrulladas por fuerzas policiales. Utilizado desde 1994, anteriormente albergaba el Comité Central del Partido Comunista de Bielorrusia.

## Símbolos
Oficialmente, el único símbolo que denota la presencia del presidente es el Estandarte (bandera) del Presidente de Bielorrusia (Штандарт —флаг— Президента Республики Беларусь). El estandarte, que ha estado en uso desde el 27 de marzo de 1997, fue adoptado por decreto presidencial N.º 217 llamado «Sobre el Estandarte del Presidente de la República de Bielorrusia» promulgado por el presidente Lukashenko.
El diseño del estándar es una copia exacta de la bandera nacional, con la adición del Emblema nacional de Bielorrusia en dorado. La proporción del estandarte de 5:6 difiere de la proporción de la bandera nacional, lo que hace que el estandarte sea casi cuadrado. El estandarte está bordeado por una franja dorada. Hay varias copias del estandarte; la original se guarda en la oficina del presidente mientras que otras copias se utilizan en edificios, residencias y vehículos para denotar su presencia.

## Listado de presidentes
| N.º | N.º | Presidente       | Presidente           | Mandato                                                                                       | Periodo    | Partido       | Motivo     |
| --- | --- | ---------------- | -------------------- | --------------------------------------------------------------------------------------------- | ---------- | ------------- | ---------- |
|     | 1.º |                  | Aleksandr Lukashenko | 1.º                                                                                           | 1994-2001  | Independiente | Elecciones |
| 2.º | 1.º | 2001-2006        | Aleksandr Lukashenko | Elecciones                                                                                    |            | Independiente |            |
| 3.º | 1.º | 2006-2010        | Aleksandr Lukashenko | Elecciones                                                                                    |            | Independiente |            |
| 4.º | 1.º | 2010-2015        | Aleksandr Lukashenko | Elecciones                                                                                    |            | Independiente |            |
| 5.º | 1.º | 2015-2020        | Aleksandr Lukashenko | Independiente, respaldado por: - BR                                                           | Elecciones |               |            |
| 6.º | 1.º | 2020-2025        | Aleksandr Lukashenko | Independiente, respaldado por: - BR - URJB - KPB - RPTS - SdPZL - RP - LDPB - BSSP - BPP - AP | Elecciones |               |            |
| 7.º | 1.º | 2025- actualidad | Aleksandr Lukashenko | Independiente                                                                                 | Elecciones |               |            |